# Geodena
Geodena là một chi bướm đêm thuộc họ Geometridae.